# خوشبختی (فیلم)
خوشبختی (انگلیسی: Happiness) یک فیلم کمدی صامت به کارگردانی کینگ ویدور است که در سال ۱۹۲۴ منتشر شد.

## بازیگران
- هدا هاپر
- لارت تیلور
- اِدیث یورک
- شارلوت مینو
- پترسون دایل
- سیریل چادویک
- جون استندینگ
- لارنس گرنت
- پاتریک اچ. اومالی جونیور